# Fujinomiya
Fujinomiya (富士宮市, Fujinomiya-shi) est une ville située dans la préfecture de Shizuoka, au Japon.

## Géographie

### Situation
La ville de Fujinomiya est située dans le nord de la préfecture de Shizuoka, sur l'île de Honshū, au Japon. Elle s'étend sur 20,92 km, d'est en ouest, et 32,63 km, du nord au sud, au pied du versant ouest du mont Fuji, à environ 115 km, à vol d'oiseau, au sud-ouest de Tokyo, capitale du Japon.

### Municipalités limitrophes
| Minobu   | Fujikawaguchiko | Narusawa       |
| Nanbu    | Fujinomiya      | Oyama, Gotemba |
| Shizuoka | Fuji            | Fuji           |

### Démographie
En mars 2019, la ville de Fujinomiya comptait 132 854 d'habitants, répartis sur une superficie de 389,08 km2 (densité de population de 341 hab./km2). Sa population était de 126 306 habitants, en 2010, et 135 034 en 2015.

### Topographie
Dans le territoire de Fujinomiya, l'altitude moyenne est de 125,58 m. Elle varie de 3 776 m — sommet du mont Fuji — à 35 m, dans le sud-est de la ville.

## Histoire
La ville moderne de Fujinomiya a été fondée par la fusion du bourg d'Ōmiya avec le village voisin de Tomioka, le 1er juin 1942.

## Économie
Selon les données statistiques du recensement national de 2015, l'activité économique de la ville de Fujinomiya mobilise 65 040 personnes, dont 52 % dans le secteur tertiaire (commerce, services et administration) et 41 % dans le secteur secondaire (construction et industrie manufacturière). Au cours de l'année fiscale 2018, Fujinomiya a accueilli 6 418 654 touristes, le tourisme s'intensifiant plus particulièrement au mois de mai, août (802 810 visiteurs) et janvier.

## Transports
Fujinomiya est desservie par les routes nationales 139 et 469.
La ville est desservie par la ligne Minobu de la JR Central. La gare de Fujinomiya est la principale gare de la ville.

## Culture locale et patrimoine
Fujinomiya est célèbre pour ses nouilles yakisoba.

## Jumelages
La ville de Fujinomiya est jumelée avec :
- Santa Monica (États-Unis) depuis juillet 1974 ;
- Shaoxing (Chine) depuis novembre 1997.

Elle entretient des partenariats amicaux avec les villes d'Ōmihachiman (préfecture de Shiga), depuis 1968, Shaoxing (Chine), depuis novembre 1997, Yeongju (Corée du Sud), depuis novembre 2012, et Tainan (Taïwan), depuis juin 2017.

## Symboles municipaux
Depuis mai 1969, l'arbre symbole de Fujinomiya est l'érable, sa fleur symbole celle du cerisier à fleurs nain du Japon (en), son oiseau symbole l'alouette des champs et, depuis 2009, son poisson symbole est la truite arc-en-ciel.